# 緑川大輝
緑川 大輝（みどりかわ ひろき、2000年5月17日 - ）は、日本の男子バドミントン選手。バドミントン日本代表ナショナルチームA代表に選出されている。BWF世界ランキング最高位は8位。

## 経歴
高校2年生から、同い年の齋藤夏と混合ダブルスでペアを組む。
2018年の全国高校総体では、男子シングルス、男子ダブルス、団体戦の全てで優勝しインターハイ3冠を達成した。
2021年の全日本総合選手権で混合ダブルスで優勝。
2022年の全日本総合選手権では、2歳上の山下恭平とペアを組んで男子ダブルスでも出場しベスト4入りを果たした。
2023年から、バドミントン日本代表ナショナルチームＡ代表に選出された。
7月のカナダ・オープンでは、準決勝で同胞かつ格上の山下恭平 / 篠谷菜留を破り、決勝でデンマークペアを破って優勝した。BWFワールドツアー初タイトル獲得となった。
2024年からは、国内戦で山下との男子ダブルスでも本格的に出場し始め、全日本総合選手権や日本ランキングサーキット大会、全日本社会人選手権などの国内主要大会3つ全てで優勝した。
2025年1月のインドネシア・マスターズでは、第2シードのゴー・スンファント / ライ・シェボンジェミーや、決勝で郭新娃 / 陳芳卉を破って優勝。全ての試合で1セットも落とさずに優勝した。
4月のアジア選手権では、準々決勝で世界ランク2位の馮彥哲 / 黄東萍に初勝利し、準優勝を果たす。アジア選手権混合ダブルス種目での日本勢の決勝進出は、1976年以来の49年ぶりの快挙だった。